# جمعه درویش المعشری
جمعه درویش المعشری (عربی: جمعة درويش المعشري؛ زاده ۲۹ سپتامبر ۱۹۸۴) یک بازیکن فوتبال اهل عمان است.
وی همچنین در تیم ملی فوتبال عمان بازی کرده است.